# 구타노역
구타노역(일본어: 久田野駅)은 일본 후쿠시마현 시라카와시에 있는 동일본 여객철도 도호쿠 본선의 역이다. 섬식 승강장 1면 2선의 구조를 가지는 지상역이며, 신시라카와역 관리의 무인역이다.

## 타는 곳
| 1 | ■ 도호쿠 본선 | (상행) | 시라카와 · 신시라카와 · 구로이소 방면        |
| 2 | ■ 도호쿠 본선 | (하행) | 야부키 · 스카가와 · 고리야마 · 후쿠시마 방면 |

## 역사
- 1919년 10월 12일 : 개업.
- 1984년 12월 1일 : 무인화.
- 1987년 4월 1일 : 민영화에 의해, 동일본 여객철도로 이관.

## 인접 정차역
| 도호쿠 본선            | 도호쿠 본선   | 도호쿠 본선              |
| ---------------------- | ------------- | ------------------------ |
| 시라카와 구로이소 방면 | ■ 도호쿠 본선 | 이즈미자키 후쿠시마 방면 |